# Jack Ladder
Jack Ladder est une localité située sur l'Île de Terre-Neuve, dans la province de Terre-Neuve-et-Labrador, au Canada.